# كازويوكي ماتسودا
كازويوكي ماتسودا (باليابانية: 松田 和之) (14 أبريل 1979 في شيزوكا في اليابان – )؛ هو لاعب كرة قدم سابق كان يلعب كمدافع.